# 470 (båtmodell)

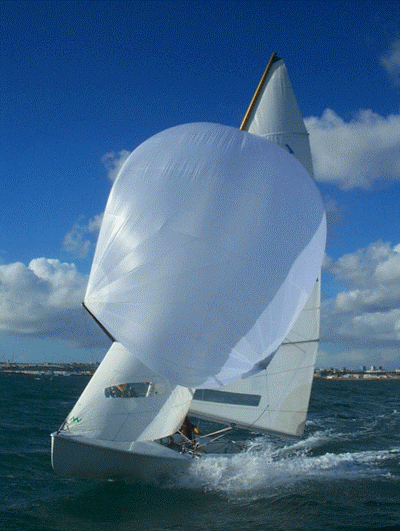
470 jolle

470 är en tvåmansjolle (mindre segelbåt). Båten är exakt 4,7 meter lång, därav namnet. 470:n har varit med på OS sedan 1976. 2004 tog Sverige ett brons i damklassen genom Therese Torgersson och Vendela Zachrisson. Sverige tog även OS-medalj 1988 genom Marit Söderström och Birgitta Bengtsson.
Båten konstruerades 1968 av fransmannen André Cornu i samband med att Franska Seglarförbundet sökte ett komplement till 505 och 420. 470:n bär tre segel: storsegel, fock och spinnaker. Totalt bärs en segelyta på 25m², stor 9,7m², fock 3m², spinnaker 13m².